# Camptoprium
Camptoprium – rodzaj błonkówek z rodziny Pergidae.

## Zasięg występowania
Przedstawiciele tego rodzaju występują w Ameryce Płd. od Wenezueli na płn. po Argentynę oraz Chile na płd.

## Systematyka
Do  Camptoprium zaliczanych jest 12 gatunków:
- Camptoprium albilabre
- Camptoprium atriceps
- Camptoprium fusciventre
- Camptoprium languidum
- Camptoprium leprieurii
- Camptoprium malaisei
- Camptoprium notium
- Camptoprium subviolaceum
- Camptoprium tannum
- Camptoprium venezuelaense
- Camptoprium westwoodii
- Camptoprium yursinum